# Кучман, Вальтер
Вальтер Кучман ( нем. Walter Kutschmann; 24 июля 1914 Дрезден, Германская империя — 30 августа 1986, Буэнос-Айрес, Аргентина) немецкий офицер, унтерштурмфюрер СС, сотрудник гестапо. Он был виновен в уничтожении 1500 польских евреев во Львове.

## Биография
Вальтер Кучман родился в Дрездене в 1914 году, в семье дантиста. В 1928 году он вступил в Гитлерюгенд. В 1932 году он поступил на службу в военно-воздушные силы Люфтваффе, в котором он служил до 1936 года, вступил в Легион «Кондор». Затем работал секретарем в консульстве Третьего рейха в Кадисе. В феврале 1940 года вступил НСДАП (№ 7.475.729) и СС (№404.651).  В апреле 1941 года повышен до звания унтерштурмфюрера.
В начале Второй мировой войны, он был отправлен в Лейпциг, где он присоединился к полиции безопасности  под командованием бригадефюрера Карла Шёнгарта, которая действовала в Дрогобыче. Под его руководством участвовал в резне Львовских профессоров в 1941 году. В 1942 году поступил приказ уничтожить  польских евреев в Львовском регионе, в Брезины и Подгайцы, что теперь является частью Украины. Свидетели сказали, что украинцы, которые  рыли могилы, были впоследствии сами убиты по приказу Кучмана. Свидетели также утверждают, что Вальтер подстрелил молодую еврейскую девушку в Дрогобыче в 1941 году. В 1944 году по приказу офицера разведки Ганса Гюнтера фон Динклаге, он был переведен в Париж, где он был на короткое время связан с Коко Шанель во время спецоперации. В конце 1944 года, Кучман начал искать убежище в  Испании под прикрытием католических монашеских орденов.

## После войны
Прибыл в Аргентину 16 января 1948 под прикрытием католического монаха. Там в августе 1973 года, он женился на женщине немецкого происхождения, предпринимателе и ветеринаре. Они поселились в курортном городе  провинция Буэнос-Айрес. В 1975 году Кучман был найден. Известный охотник за нацистами Симон Визенталь в Вене организовал экстрадицию Кучмана. Интерпол потребовал его ареста. Аргентинское правительство пыталось арестовать его, но он успешно бежал. Он был лишён аргентинского гражданства 
В 1985 году была произведена повторный запрос об экстрадиции и он был арестован агентами Интерпола в городе Висенте-Лопес. Учитывая его здоровье, он находился в больнице  в Буэнос—Айресе, где он умер от сердечного приступа 30 августа 1986 года, прежде чем его экстрадировали для суда.